# 八頭町
八頭町（日语：／ Yazu chō */?）是位于日本鳥取縣東部的一町。屬八頭郡。于2005年3月31日由郡家町、船岡町、八東町合併而成。

## 人口
| 八頭町人口分布圖 |                                               |  |
| 八頭町與日本全國年齡別人口分布比較圖 （2005年資料） | 八頭町的年齡、男女別人口分布圖 （2005年資料） |  |
| ■紫色是八頭町 ■綠色是全国 | ■藍色是男性 ■紅色是女性                       |  |
| 八頭町人口變化 \| 1970年 \| 22,142人 \| \| \| 1975年 \| 21,161人 \| \| \| 1980年 \| 21,303人 \| \| \| 1985年 \| 21,560人 \| \| \| 1990年 \| 21,091人 \| \| \| 1995年 \| 20,806人 \| \| \| 2000年 \| 20,245人 \| \| \| 2005年 \| 19,434人 \| \| \| 2010年 \| 18,427人 \| \| \| 2015年 \| 16,985人 \| \| \| 2020年 \| 15,937人 \| \| |                                               |  |
| 資料來源：日本總務省統計中心提供之人口普查數據 |                                               |  |
| 1970年 | 22,142人                                      |  |
| 1975年 | 21,161人                                      |  |
| 1980年 | 21,303人                                      |  |
| 1985年 | 21,560人                                      |  |
| 1990年 | 21,091人                                      |  |
| 1995年 | 20,806人                                      |  |
| 2000年 | 20,245人                                      |  |
| 2005年 | 19,434人                                      |  |
| 2010年 | 18,427人                                      |  |
| 2015年 | 16,985人                                      |  |
| 2020年 | 15,937人                                      |  |

## 歷史

### 年表
- 1889年10月1日：實施町村制，現在的轄區在當時分屬：
  - 八上郡：賀茂村、國中村、船岡村、伊井田村、大江村。
  - 八東郡：大御門村、上私都村、中私都村、下私都村、隼村、安部村、逢鄉村、登米村、八東村、小畑村。
- 1896年4月1日：八上郡、八東郡與智頭郡合併為八頭郡。
- 1905年5月15日：登米村和逢鄉村合併為丹比村。
- 1916年4月1日：小畑村被併入八東村。
- 1918年4月1日：伊井田村和大江村合併為大伊村。
- 1951年4月1日：賀茂村改制並改名為郡家町。
- 1952年11月3日：船岡村改制為船岡町。
- 1952年11月3日：隼村、大伊村被併入船岡村。
- 1953年5月5日：國中村、大御門村、下私都村被併入郡家町。
- 1956年3月15日：八東村和安部村合併為八頭村。
- 1957年3月31日：上私都村、中私都村被併入郡家町。
- 1959年5月15日：八頭村和丹比村合併為八東町。
- 2005年3月31日：郡家町、船岡町、八東町合併為八頭町。[1]

### 變遷表
| 1889年10月1日 | 1889年 - 1926年      | 1926年 - 1954年            | 1926年 - 1954年      | 1955年 - 1988年      | 1955年 - 1988年      | 1989年 - 現在        | 現在                 |
| ------------- | -------------------- | -------------------------- | -------------------- | -------------------- | -------------------- | -------------------- | -------------------- |
| 船岡村        | 船岡村               | 1952年11月1日 改制為船岡町 | 1952年11月3日 船岡町 | 1952年11月3日 船岡町 | 1952年11月3日 船岡町 | 2005年3月31日 八頭町 | 2005年3月31日 八頭町 |
| 伊井田村      | 1918年4月1日 大伊村  | 1918年4月1日 大伊村        | 1952年11月3日 船岡町 | 1952年11月3日 船岡町 | 1952年11月3日 船岡町 | 2005年3月31日 八頭町 | 2005年3月31日 八頭町 |
| 大江村        | 1918年4月1日 大伊村  | 1918年4月1日 大伊村        | 1952年11月3日 船岡町 | 1952年11月3日 船岡町 | 1952年11月3日 船岡町 | 2005年3月31日 八頭町 | 2005年3月31日 八頭町 |
| 隼村          |                      |                            | 1952年11月3日 船岡町 | 1952年11月3日 船岡町 | 1952年11月3日 船岡町 | 2005年3月31日 八頭町 | 2005年3月31日 八頭町 |
| 賀茂村        | 賀茂村               | 1951年4月1日 改制為郡家町  | 1953年5月5日 郡家町  | 1957年3月31日 郡家町 | 1957年3月31日 郡家町 | 2005年3月31日 八頭町 | 2005年3月31日 八頭町 |
| 國中村        |                      |                            | 1953年5月5日 郡家町  | 1957年3月31日 郡家町 | 1957年3月31日 郡家町 | 2005年3月31日 八頭町 | 2005年3月31日 八頭町 |
| 大御門村      |                      |                            | 1953年5月5日 郡家町  | 1957年3月31日 郡家町 | 1957年3月31日 郡家町 | 2005年3月31日 八頭町 | 2005年3月31日 八頭町 |
| 下私都村      |                      |                            | 1953年5月5日 郡家町  | 1957年3月31日 郡家町 | 1957年3月31日 郡家町 | 2005年3月31日 八頭町 | 2005年3月31日 八頭町 |
| 中私都村      |                      |                            |                      | 1957年3月31日 郡家町 | 1957年3月31日 郡家町 | 2005年3月31日 八頭町 | 2005年3月31日 八頭町 |
| 上私都村      |                      |                            |                      | 1957年3月31日 郡家町 | 1957年3月31日 郡家町 | 2005年3月31日 八頭町 | 2005年3月31日 八頭町 |
| 八東村        | 1916年4月1日 八東村  | 1916年4月1日 八東村        | 1916年4月1日 八東村  | 1956年3月15日 八頭村 | 1959年5月15日 八東町 | 2005年3月31日 八頭町 | 2005年3月31日 八頭町 |
| 小畑村        | 1916年4月1日 八東村  | 1916年4月1日 八東村        | 1916年4月1日 八東村  | 1956年3月15日 八頭村 | 1959年5月15日 八東町 | 2005年3月31日 八頭町 | 2005年3月31日 八頭町 |
| 安倍村        |                      |                            |                      | 1956年3月15日 八頭村 | 1959年5月15日 八東町 | 2005年3月31日 八頭町 | 2005年3月31日 八頭町 |
| 登米村        | 1905年3月15日 丹比村 | 1905年3月15日 丹比村       | 1905年3月15日 丹比村 | 1905年3月15日 丹比村 | 1959年5月15日 八東町 | 2005年3月31日 八頭町 | 2005年3月31日 八頭町 |
| 逢鄉村        | 1905年3月15日 丹比村 | 1905年3月15日 丹比村       | 1905年3月15日 丹比村 | 1905年3月15日 丹比村 | 1959年5月15日 八東町 | 2005年3月31日 八頭町 | 2005年3月31日 八頭町 |

## 交通

### 鐵路
- 西日本旅客鐵道
  - 因美線：（鳥取市） - 東郡家車站 - 郡家車站 - 河原車站 - （鳥取市→）
- 若櫻鐵道
  - 若櫻線：郡家車站 - 八頭高校前車站 - 因幡船岡車站 - 隼車站 - 安部車站 - 八東車站 - 德丸車站 - 丹比車站 - （若櫻町）

|  |  |
|  |  |
|  |  |

## 觀光資源
- 八東ふる里の森 （页面存档备份，存于）
- 船岡竹林公園
- 安徳の里姫路公園 （页面存档备份，存于）
- りんご観光園
- 安藤祭 （页面存档备份，存于）、下船岡神社神幸祭 （页面存档备份，存于）
- 麒麟獅子舞：（安井宿の春まつり（麒麟獅子舞） （页面存档备份，存于））

## 教育
高等學校
- 鳥取縣立八頭高等學校

## 姊妹、友好城市

### 海外
- 橫城郡（韓國江原道）：由舊八東町於1997年締結友好交流協定。
- 大安市（中國吉林省）：由舊船岡町於1996年締結友好交流協定。

## 本地出身之名人
- 石破茂：現任內閣總理大臣、眾議院議員、曾任防衛廳長官、防衛大臣、農林水産大臣
- 石破二朗：前參議院議員、曾任自治大臣、鳥取縣知事
- 古井喜實：前眾議院議員、曾任法務大臣、厚生大臣

## 外部連結
- （日語） 八頭町觀光指引 （页面存档备份，存于）